# Фольксраад
Фольксраад (африк. Volksraad; народный совет) — представительный орган (парламент) в независимых республиках, образованных африканерами (бурами) в Южной Африке в результате «Великого трека» 1835—1845 гг. «Фольксраадом» на африкаанс также называется южноафриканская Палата Собраний, которая являлась нижней палатой южноафриканского парламента в 1910—1994 годах. Также фольксраадом (нидерл. Volksraad) назывался совещательный орган, созданный голландскими властями в Индонезии и существовавший с 1916 по 1942 год.

## Южно-Африканская республика (Трансвааль)
В Южно-Африканской республике (также известной как Республика Трансвааль) фольксраад существовал с 1857 до 1900 года. До 1890 года это был однопалатный представительный орган с 24 членами. В 1890 году был разделён на две палаты. Это было сделано, чтобы сохранить контроль буров над страной, так как в то время в связи с бурным развитием горнодобывающей промышленности в Трансваале резко возросла численность так называемых «ойтландеров» — мигрантов из Европы и английских колоний.
Новый представительный орган состоял из двух палат: Второго фольксраада, который избирался всеми белыми мужчинами старше 16 лет, а также Первого фольксраада (являвшийся высшим органом, отвечавшим за государственную политику), в выборах в который могли участвовать лишь те представители «ойтландеров», кто достиг возраста 30 лет, прожил в стране не менее 14 лет и в течение 10 лет числился в списках избирателей Второго фольксраада. Таким образом подавляющее число «ойтландеров» оказалось фактически лишено права влиять на государственную политику.
К сфере деятельности Второго фольксраада относились вопросы хозяйственного развития и местного управления: добыча полезных ископаемых, строительство и ремонт дорог, почта, телеграф и телефон, выдача патентов и фиксирование авторских прав, здравоохранение и т. д. Все решения Второго фольксраада подлежали утверждению Первым. Однако Второй фольксраад не стал совершенно декоративным институтом. Именно с его трибуны раздавались наиболее острые выступления против политики правительства П. Крюгера.

## Оранжевое Свободное государство
В Оранжевом Свободном государстве фольксраад действовал с 1854 по 1900 гг., когда его территория была аннексирована Великобританией в ходе англо-бурской войны 1899—1902. В выборах участвовали все граждане государства мужского пола, достигшие возраста 18 лет. Члены фольксраада избирались на четыре года и половина их переизбиралась каждые два года. Президент был ответственен перед фольксраадом.

## Индонезия
Голландская колониальная администрация Индонезии создала в 1918 году совещательный орган при генерал-губернаторе с названием Фольксраад (нидерл. Volksraad). После германской оккупации Нидерландов и последовавшей за ней японской оккупации Индонезии, Фольксраад прекратил своё существование. Аналогичный орган для голландской Новой Гвинеи существовал между 1949 и 1963 годами.